# Hesperoptenus tomesi
Hesperoptenus tomesi — вид ссавців родини лиликових. 

## Проживання, поведінка
Країна поширення: Малайзія, Таїланд. Як вважають, це залежний від лісу вид. 

## Загрози та охорона
Втрата середовища проживання через вирубку, насадження плантацій, сільське господарство та лісові пожежі є серйозною загрозою для цього виду. Цей вид зустрічається в охоронних районах.